# كالي روفانبيرا
كالي روفانبيرا (مواليد 1 أكتوبر 2000) هو سائق راليات فلندي في فريق تويوتا جازو لسباقات الرالي، فاز في بطولة العالم للراليات لعام 2022 وهو أصغر سائق راليات  يحرز اللقب.

## روابط خارجية
- كالي روفانبيرا على موقع Rallye-info.com (الإنجليزية)
- كالي روفانبيرا على موقع eWRC-results.com (الإنجليزية)